# Dennis Hextall
Dennis Hextall (né le 17 avril 1943 à Poplar Point au Canada) est un joueur de hockey sur glace de la Ligue nationale de hockey. Il est le fils de Bryan Hextall et il est le frère du joueur de hockey de la LNH, Bryan Hextall junior. Il est aussi l'oncle de Ron Hextall, lui aussi joueur de la LNH.

## Carrière
Il commence sa carrière aux Rangers de New York en 1967. Il les quitte pour les Kings de Los Angeles en 1969 pour ensuite rejoindre, l'année suivante, les Golden Seals de la Californie. En 1971 il s'engage avec les North Stars du Minnesota où il joue cinq saisons. Il évolue ensuite avec les Red Wings de Détroit puis les Capitals de Washington où il termine sa carrière en 1980.
Il marque 503 points (153 buts et 350 passes) en 681 matchs de LNH.